# Astéroïde basaltique
Cet article court présente un sujet plus développé dans : Astéroïde de type V, Astéroïde de type R et Famille de Vesta.
Un astéroïde basaltique est un astéroïde dont le spectre de réflexion infrarouge est celui d'un mélange de pyroxène et de plagioclase, indiquant une composition de surface probablement proche de celle d'un basalte. Les astéroïdes basaltiques regroupent les astéroïdes des types V et R (dans ce dernier type il apparaît aussi la signature d'une petite proportion d'olivine).
Constituant environ 6 % des astéroïdes de la ceinture principale, les astéroïdes basaltiques sont pour la plupart des vestoïdes (astéroïdes appartenant à la famille de Vesta), probablement extraits de Vesta par l'impact ayant créé le cratère Rheasilvia. Un petit nombre de ces astéroïdes, apparemment un peu plus pauvres en ferrosilite que les vestoïdes, proviennent sans doute de la désintégration d'astéroïdes différenciés analogues à Vesta mais formés à une distance différente du soleil ou à une date différente, aujourd'hui disparus.